# Ain Chkef
Ain Chkef (en àrab عين الشقف, ʿAyn ax-Xqaf; en amazic ⵄⵉⵏ ⵛⵇⴼ) és una comuna rural de la província de Moulay Yaâcoub, a la regió de Fes-Meknès, al Marroc. Segons el cens de 2014 tenia una població total de 54.477 persones.